# 御料牧場

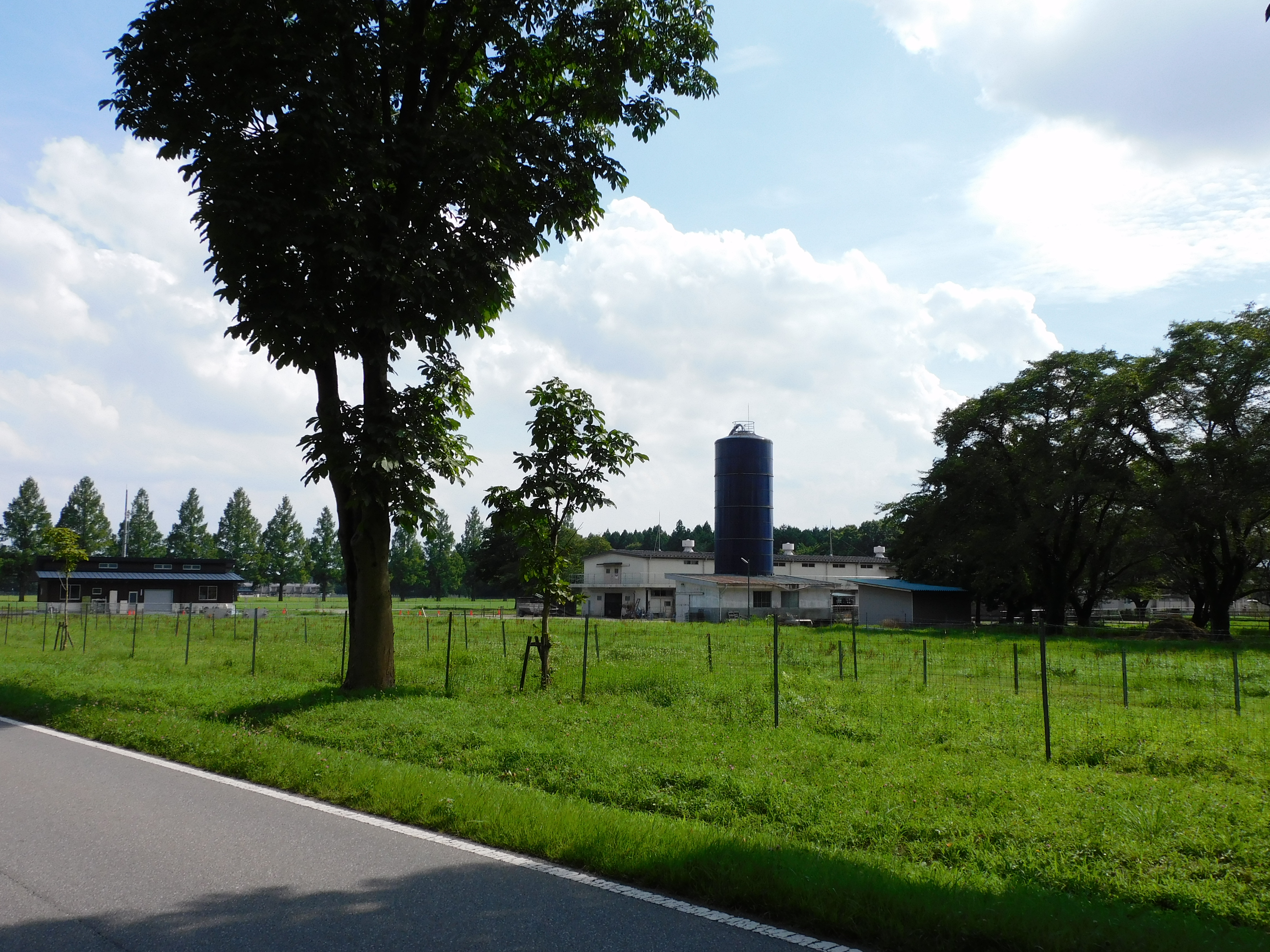
御料牧場（栃木県）

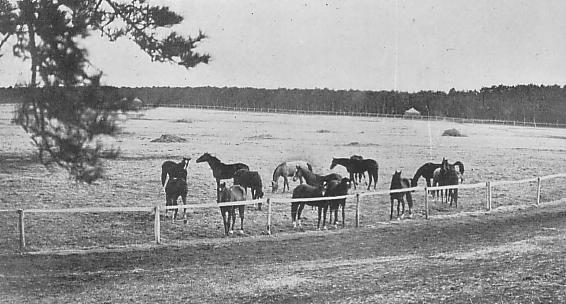
1930年当時の宮内省下総御料牧場

御料牧場（ごりょうぼくじょう）は、皇室で用いられる農産物を生産している日本の農場（牧場）である。宮内庁が管轄している。
明治時代初めの1875年（明治8年）9月、大久保利通によって当時の先進国であったヨーロッパの王族専用牧場を模して、現在の千葉県成田市に宮内庁下総御料牧場として開設されたのが始まりである。1969年（昭和44年）8月、新東京国際空港（現：成田国際空港）建設計画に伴って宮内庁下総御料牧場が閉鎖され、栃木県塩谷郡高根沢町に移転する形で宮内庁高根沢御料牧場が開設されている。

## 組織[1]
- 御料牧場長
- 御料牧場次長
- 庶務課
- 畜産課
- 農産課